# Ousman Jeng
Ousman Jeng (* 1878 in Bathurst; † 26. Februar 1960 in ebenda) war ein Politiker in der britischen Kolonie Gambia.

## Leben
Jeng stammt aus der Volksgruppe der Wolof und wurde mit ziemlicher Sicherheit an einer der Missionsschulen in Bathurst ausgebildet.
Anschließend arbeitete er als Händler für einige britische Firmen, zuletzt in Salikene. In den frühen 1920er Jahren war er ein einflussreiches Mitglied der muslimischen Gemeinde von Bathurst geworden. Er trat 1920 der Sektion Gambia des National Congress of British West Africa (NCBWA) bei und war Schatzmeister der Sektion. Er brach jedoch seine Verbindungen zum NCBWA ab, als Gouverneur C. H. Armitage beschloss, einen westlich ausgebildeten Muslim als Nachfolger eines der beiden bestehenden afrikanischen inoffiziellen Mitglieder, Thomas Bishop, in den Legislativrat (Legislative Council) zu berufen. Jeng wurde von S. J. Forster Jr. und einigen der von Armitage im Februar 1922 konsultierten Seyfolu des Protektorats unterstützt, während es außerhalb von Bathurst keine offensichtliche Unterstützung für Jengs Konkurrenten, Sheikh Omar Fye, gab.
Im März 1922 für eine fünfjährige Amtszeit in den Legislativrat berufen, berief Jeng sofort eine öffentliche Versammlung ein, um die Opposition der muslimischen Gemeinschaft gegen den Kongress zu erklären.
Im Jahr 1927 wurde Jeng von Armitages Nachfolger John Middleton trotz des verdeckten Widerstands von Momadu Jahumpa und der Juma-Gesellschaft, die erfolglos versuchten, ihn durch Fye zu ersetzen, erneut in den Rat berufen. Da sie die Wiederernennung nicht verhindern konnten, beschuldigten sie Jeng des Ehebruchs und damit der Unwürdigkeit, die Gemeinschaft zu vertreten. Sie forderten auch, dass Imam Ratib of Bathurst Omar Sowe, der Schwiegervater von Jeng, als Imam (Almami) abgelöst wird, weil er seine Handlungen gebilligt hatte. Diese interne Spaltung innerhalb der muslimischen Gemeinde führte zu einem langwierigen Kampf um die Kontrolle der Mohammedan School in Bathurst. Als die zweite Amtszeit von Jeng im März 1932 ablief, wurde er nicht wieder ernannt, sondern der Posten ging an seinen Rivalen Fye. In einer politischen Kehrtwende trat Jeng der E. F. Small’s Rate Payers’ Association bei und wurde 1936 als deren Kandidat für den Bezirk New Town in den Bathurst Advisory Town Council (BATC) gewählt. Jeng gehörte dem BATC und anschließend dem Stadtrat von Bathurst bis 1949 an.
Bei den Wahlen zum Legislativrat 1947 half er, viele Muslime davon zu überzeugen, nicht für Fye oder I. M. Garba-Jahumpa zu stimmen, und verhalf so Small zum Sieg. Er blieb noch ein weiteres Jahrzehnt im öffentlichen Leben aktiv und diente 1959 als Vorsitzender eines Bürgerkomitees, bevor er im Februar 1960 starb.

## Auszeichnungen und Ehrungen
- In Banjul (ehemals Bathurst) ist eine Straße nach ihm als Ousman Jeng Street benannt.